# Origini della lingua giapponese
Le origini della lingua giapponese sono a tutt'oggi molto incerte per gli studiosi. Esistono diverse teorie al riguardo poiché la scarsità di evidenze scientifiche sui legami genealogici ha contribuito a creare una sorta di mito nazionale intorno al giapponese, spesso definito una lingua isolata. I principali orientamenti dell'ultimo secolo si sono mossi comunque su due fronti, ossia la ricerca di una lingua o famiglia linguistica primigenia oppure di più lingue che si sarebbero sovrapposte una sull'altra ad un idioma preesistente.

## Teoria uralo-altaica
L'ipotesi che ha raccolto i maggiori consensi è quella iniziata nell'Ottocento da Boller e proseguita agli inizi del Novecento da Fujioka, che fece derivare il giapponese dalla famiglia uralo-altaica: il gruppo linguistico uralico è costituito da idiomi quali lappone, finlandese o ungherese, mentre quello altaico da mongolo, manciù-tunguso e dalle lingue turche. Fujioka predispose una cosiddetta tabella contrastiva costituita da alcuni tratti distintivi assunti come base di comparazione tra le lingue uralo-altaiche e il giapponese, come:
- assenza di distinzione fra i generi maschile e femminile;
- assenza di nessi consonantici a inizio parola;
- assenza di articoli;
- posposizione del sostantivo agli attributi ad esso riferiti;
- posposizione del verbo alle sue reggenze;
- assenza di vocaboli indigeni inizianti col fonema /r/;
- flessione verbale e declinazione pronominale realizzate con suffissi;
- limitato uso delle congiunzioni.

Tuttavia, il solo approccio tipologico non fu sufficiente a stabilire relazioni genetiche in quanto esistono casi di lingue che non hanno alcun rapporto genetico, sono geograficamente lontane, ma condividono un consistente numero di tratti distintivi. Negli anni '50 Murayama ha effettuato un'analisi comparativa fra il giapponese e il manciù-tunguso, facendo risalire il caso accusativo を (wo?) e la posposizione tematizzante は (wa?) alle forme /bo/ e /ba/, che avevano funzione di marca enfatico-esclamativa, proprio come le forme che si crede abbiano dato origine a を e は nel giapponese moderno; egli, inoltre, ha ricostruito la corrispondenza delle consonanti di inizio di parola tra una forma proto-altaica e il giapponese antico, pervenendo ad un quadro in cui, ad esempio:
- alla /b/ proto-altaica corrisponde la /w/ antico-giapponese;
- alla /d/ proto-altaica corrisponde la /y/ antico-giapponese;
- alla /g/ proto-altaica corrisponde la /k/ antico-giapponese.

Il sistema fonetico giapponese è, tuttavia, molto più povero di quello delle lingue uralo-altaiche, molte delle quali, inoltre, non sono polisillabiche. L'armonia vocalica tipica di queste lingue, inoltre, è assente nel giapponese (sebbene qualcuno ipotizzi che esistesse nel giapponese antico).

## Teoria coreana
Già agli inizi del Settecento apparve un glossario etimologico redatto dal filologo Arai in cui circa 80 lemmi giapponesi venivano correlati al coreano, da alcuni ritenuto parte del gruppo altaico. Negli anni '50 Ono ipotizzò che l'inventario fonologico arcaico fosse stato caratterizzato solo da quattro vocali di derivazione austronesiana o papua, cui si sarebbero aggiunti prima elementi dravidico-tamil, poi coreani del regno di Goguryeo in epoca Yayoi, determinando così l'introduzione di elementi altaici quali l'armonia vocalica, che sarebbe poi scomparsa nell'VIII secolo poiché le genti di origine tamil rappresentavano la popolazione più numerosa. Ono, in ogni caso, mise in parallelo le forme lessicali del giapponese e del coreano attraverso una griglia volta a dimostrare alcune corrispondenze di consonanti, essendo queste maggiormente caratterizzanti rispetto alle vocali, per esempio: 
- /kut/ e /kata/ («duro»);
- /nop/ e /numa/ («stagno»);
- /kop/ e /kuma/ («curva»);
- /k'wm/ e /kuma/ («orso»);
- /kom/ e /kuma/ («angolo»).

Tuttavia, quelle di Ono rimasero vaghe supposizioni mancanti di una dimostrazione scientifica. Negli anni '60 Martin ampliò quest'elenco ipotizzando che ci si trovasse di fronte a due lingue sorelle ed elaborò una lista di 320 paralleli lessicali divisa in tre livelli di attendibilità sulla base del grado di corrispondenza fonetica e della compatibilità semantica: ma tale teoria si basava sul lessico moderno e non su fonti antiche più prossime al proto-giapponese. Negli anni '70 Poppe confermò la natura altaica del giapponese, basandosi in particolare sulle somiglianze lessicali e grammaticali con il coreano e, su questa scia, Miller comparò i due idiomi, sottolineando che i numerali giapponesi conservano la strutturazione binaria tipica delle lingue altaiche in base alla quale radici uguali danno vita a due distinti numerali soltanto attraverso la modificazione di una vocale, come avviene per 三つ (mitsu?) e 六つ (mutsu?) oppure per 四つ (yotsu?) e 八つ (yatsu?).

## Teoria mongola
Negli anni '70 alcuni studiosi come Ozawa hanno ipotizzato un'origine comune tra il mongolo e il giapponese (nonostante il primo sia monosillabico e il secondo polisillabico): egli afferma, ad esempio, la corrispondenza del suono /m/ o /b/ del mongolo al suono /m/ nel giapponese, come nelle parole /mor/ e /michi/ («strada») o /bitu/ e /michi/ («pieno»), e ricostruisce forme quali /qushigu/ («bocca»), corrispondente alla pronuncia giapponese /kuchi/.

## Teoria tibetano-birmana
Altro indirizzo di ricerca è quello sostenuto negli anni '30 da Parker, che riconobbe relazioni fra il giapponese e il gruppo delle lingue tibetano e birmano, paragonando tali relazioni a quelle fra l'inglese e l'anglosassone; in seguito, negli anni '70, Nishida precisò che le lingue tibetano-birmane e il giapponese hanno origine da una proto-lingua comune e che l'evidente differenza strutturale del lessico (monosillabico/polisillabico) si spiegherebbe supponendo un'espansione del nesso consonantico in giapponese per mezzo di una vocale, come nel caso di /sna/ e /hana/ («naso»), oppure con la creazione di composti bisillabici a partire da due elementi monosillabici, come in /mushi/ («verme»), derivante da /hbu/ + /shrin/ (sinonimi nel tibetano-birmano).

## Teoria austronesiana
Un filone di studi iniziato negli anni '70 si concentrò sulle lingue austronesiane, come il giavanese, il samoano, il malese, il tagalog e l'indonesiano, affermando la genesi mista del giapponese. Shinmura propose come possibile causa della semplicità del sistema fonologico giapponese un'antica ibridazione del sostrato altaico con le lingue del Pacifico meridionale. Effettivamente fra i due idiomi esistono somiglianze come:
- struttura polisillabica del lessico;
- mancanza di genere grammaticale;
- mancanza di raggruppamenti consonantici a inizio e fine parola;
- mancanza di dittonghi e affricate e di distinzione tra /l/ e /r/.

Polivanov suggerì, al contrario, la fusione di elementi di origine altaica su un sostrato austronesiano, il che sarebbe dimostrato, per esempio, da:
- presenza di prefissi caratterizzanti (inesistenti nelle lingue altaiche);
- semplicità del sistema vocalico e consonantico;
- bisillabicità dei morfemi lessicali;
- perdita di labilità nell'articolazione.

Negli anni '80 Kawamoto aggiunse l'importante ipotesi che un idioma che si impone su un sostrato preesistente influenzi fortemente il lessico originario e constatò che nel giapponese non si riscontra un alto numero di forme lessicali di origine altaica, a dimostrazione che sono le lingue austronesiane, come aveva supposto Shinmura, ad aver influenzato il sostrato altaico, lasciando tracce evidenti a livello lessicale, mentre a livello sintattico resta l'ordine soggetto-oggetto-verbo delle parti del discorso, caratteristico delle lingue altaiche. Nello stesso decennio Murayama mise in evidenza che la radice dei verbi giapponesi presenta elementi sia austronesiani sia altaici, mentre la parte flessiva è unicamente di origine altaica.

## Teoria ryukyu
Alla fine dell'Ottocento Chamberlain si concentrò sul confronto con la lingua ryukyu, la quale dimostrerebbe la comune matrice fonologica col giapponese. Egli evidenziò il parallelismo fra parole quali:
- /kumu/ e /kumo/ («nuvola»);
- /hadu/ e /kado/ («angolo»);
- /ami/ e /ame/ («pioggia»);
- /hami/ e /kame/ («tartaruga»).

Miller, invece, le considerava lingue sorelle. Poiché, però, le corrispondenze fra giapponese e ryukyu sono di gran lunga maggiori rispetto a quelle fra giapponese e lingue altaiche, molti studiosi come Tojo o Hattori furono più propensi a considerare la lingua ryukyu semplicemente una varietà regionale del giapponese.

## Teoria ainu
Una teoria considerata al di là delle ipotesi altaiche è quella di Patrie, che correla il giapponese alla lingua ainu, generalmente considerata isolata e non facente parte di alcuna famiglia linguistica; tuttavia, le ricerche hanno fornito risultati pressoché negativi e intraprese più per la vicinanza geografica e per il fatto che l'isola di Honshū fosse in origine abitata dalla popolazione Ainu. La popolazione indigena Ainu risulta tuttora presente nell'isola di Hokkaidō, ma la teoria secondo cui il giapponese discenderebbe da questa lingua non è al giorno d'oggi molto accreditata anche per il fatto che giapponese e ainu presentano caratteristiche molto diverse e i contatti tra le due lingue sembrano risolversi unicamente in una serie limitata di prestiti linguistici. Alcuni studiosi, tuttavia, hanno ipotizzato l'esistenza nel passato di un linguaggio comune nella Siberia nord-orientale da cui sarebbero derivati il giapponese, il coreano e l'ainu. Quest'ultima sarebbe la lingua rimasta maggiormente vicina all'originale, mentre giapponese e coreano avrebbero subito diversi influssi e apporti dalle lingue limitrofe.